# LIG Insurance Greaters Volleyball Club 2013-2014
Questa voce raccoglie le informazioni riguardanti il LIG Insurance Greaters Volleyball Club nelle competizioni ufficiali della stagione 2013-2014.

## Stagione
Il LIG Insurance Greaters Volleyball Club partecipa al suo decimo campionato di V-League, classificandosi al quinto posto, senza accedere ai play-off scudetto.
In Coppa KOVO supera la fase a girone, ma viene eliminato nel corso delle semifinali dagli Hyundai Skywalkers.

## Organigramma societario
Area direttiva
- Presidente: Koo Ja-joon

Area tecnica
- Allenatore: Moon Yong-kwan

## Rosa
| N° | Nome            | Ruolo | Data di nascita   | Nazionalità sportiva |
| -- | --------------- | ----- | ----------------- | -------------------- |
| 1  | Ju Sang-yong    | S     | 10 giugno 1982    | Corea del Sud        |
| 2  | Son Hyeon-jong  | S     | 8 aprile 1992     | Corea del Sud        |
| 3  | Lee Hyo-dong    | P     | 17 febbraio 1989  | Corea del Sud        |
| 4  | Lee Kang-won    | C     | 5 maggio 1990     | Corea del Sud        |
| 5  | Kim Yo-han      | S     | 16 agosto 1985    | Corea del Sud        |
| 6  | Thomas Edgar    | O     | 21 giugno 1989    | Australia            |
| 7  | Kim Chul-hong   | C     | 4 ottobre 1981    | Corea del Sud        |
| 8  | Kim Na-woon     | S     | 24 dicembre 1987  | Corea del Sud        |
| 9  | Jo Seong-cheol  | S     | 23 agosto 1988    | Corea del Sud        |
| 10 | Bu Yong-chan    | L     | 30 novembre 1989  | Corea del Sud        |
| 11 | Lee Kyung-soo   | S     | 27 aprile 1979    | Corea del Sud        |
| 12 | Jung Ki-hyuck   | C     | 3 giugno 1986     | Corea del Sud        |
| 13 | Kim Bo-gyun     | S     | 2 aprile 1989     | Corea del Sud        |
| 14 | Cho Yong-wook   | C     | 22 giugno 1987    | Corea del Sud        |
| 15 | Lee Su-hwang    | C     | 13 agosto 1990    | Corea del Sud        |
| 16 | Kim Jin-soo     | L     | 15 novembre 1990  | Corea del Sud        |
| 17 | Kwon Jun-hyeong | P     | 26 settembre 1989 | Corea del Sud        |
| 18 | Ha Hyun-yong    | C     | 9 maggio 1982     | Corea del Sud        |
| 19 | Jeong Yeong-ho  | S     | 14 settembre 1991 | Corea del Sud        |
| 20 | Sin Seung-jun   | P     | 24 maggio 1990    | Corea del Sud        |

## Statistiche

### Statistiche di squadra
| Competizione | Punti | In casa | In casa | In casa | In trasferta | In trasferta | In trasferta | Totale | Totale | Totale |
| Competizione | Punti | G       | V       | P       | G            | V            | P            | G      | V      | P      |
| ------------ | ----- | ------- | ------- | ------- | ------------ | ------------ | ------------ | ------ | ------ | ------ |
| V-League     | 37    | 15      | 7       | 8       | 15           | 5            | 10           | 30     | 12     | 18     |
| Coppa KOVO   | -     | -       | -       | -       | -            | -            | -            | 3      | 2      | 1      |
| Totale       | -     | 15      | 7       | 8       | 15           | 5            | 10           | 33     | 14     | 19     |

G = partite giocate; V = partite vinte; P = partite perse

### Statistiche dei giocatori
| Giocatore  | Campionato | Campionato | Campionato | Campionato | Campionato | Coppa KOVO | Coppa KOVO | Coppa KOVO | Coppa KOVO | Coppa KOVO | Totale | Totale | Totale | Totale | Totale |
| Giocatore  | P          | PT         | AV         | MV         | BV         | P          | PT         | AV         | MV         | BV         | P      | PT     | AV     | MV     | BV     |
| ---------- | ---------- | ---------- | ---------- | ---------- | ---------- | ---------- | ---------- | ---------- | ---------- | ---------- | ------ | ------ | ------ | ------ | ------ |
| Bu Y.c.    | 30         | 0          | 0          | 0          | 0          | 3          | 0          | 0          | 0          | 0          | 33     | 0      | 0      | 0      | 0      |
| Cho Y.w.   | 0          | 0          | 0          | 0          | 0          | 1          | 0          | 0          | 0          | 0          | 1      | 0      | 0      | 0      | 0      |
| T. Edgar   | 30         | 863        | 793        | 49         | 21         | -          | -          | -          | -          | -          | 30     | 863    | 793    | 49     | 21     |
| Ha H.y.    | 30         | 200        | 138        | 49         | 13         | 3          | 29         | 19         | 8          | 2          | 33     | 229    | 157    | 57     | 15     |
| Jeong Y.h. | 9          | 0          | 0          | 0          | 0          | -          | -          | -          | -          | -          | 9      | 0      | 0      | 0      | 0      |
| Jo S.c.    | 3          | 3          | 2          | 1          | 0          | 3          | 2          | 1          | 1          | 0          | 6      | 5      | 3      | 2      | 0      |
| Jung K.h.  | 30         | 163        | 91         | 62         | 10         | 0          | 0          | 0          | 0          | 0          | 30     | 163    | 91     | 62     | 10     |
| Ju S.y.    | 18         | 33         | 26         | 4          | 3          | 3          | 26         | 22         | 2          | 2          | 21     | 59     | 48     | 6      | 5      |
| Kim B.g.   | 20         | 14         | 10         | 4          | 0          | 0          | 0          | 0          | 0          | 0          | 20     | 14     | 10     | 4      | 0      |
| Kim J.s.   | 1          | 0          | 0          | 0          | 0          | 0          | 0          | 0          | 0          | 0          | 1      | 0      | 0      | 0      | 0      |
| Kim N.w.   | 8          | 14         | 11         | 3          | 0          | 3          | 18         | 17         | 1          | 0          | 11     | 32     | 28     | 4      | 0      |
| Kim Y.h.   | 20         | 263        | 231        | 19         | 13         | 3          | 59         | 54         | 3          | 2          | 23     | 322    | 285    | 22     | 15     |
| Kwon J.h.  | 27         | 34         | 8          | 12         | 14         | 3          | 0          | 0          | 0          | 0          | 30     | 34     | 8      | 12     | 14     |
| Lee H.d.   | 23         | 22         | 10         | 10         | 2          | 3          | 0          | 0          | 0          | 0          | 26     | 22     | 10     | 10     | 2      |
| Lee K.w.   | 26         | 68         | 49         | 12         | 7          | 3          | 24         | 16         | 7          | 1          | 29     | 92     | 65     | 19     | 8      |
| Lee K.s.   | 23         | 125        | 103        | 21         | 1          | 3          | 37         | 30         | 6          | 1          | 3      | 37     | 30     | 6      | 1      |
| Lee S.h.   | 3          | 0          | 0          | 0          | 0          | 0          | 0          | 0          | 0          | 0          | 3      | 0      | 0      | 0      | 0      |
| Sin S.j.   | 28         | 1          | 1          | 0          | 0          | -          | -          | -          | -          | -          | 28     | 1      | 1      | 0      | 0      |
| Son H.j.   | 26         | 71         | 52         | 14         | 5          | -          | -          | -          | -          | -          | 26     | 71     | 52     | 14     | 5      |

P = presenze; PT = punti totali; AV = attacchi vincenti; MV = muri vincenti; BV = battute vincenti